# De luns a venres
De luns a venres fue el primer periódico de distribución gratuita redactado íntegramente en lengua gallega. Desde 2007, con la creación del periódico electrónico Galiciae, De luns a venres se integró en este medio. Con una tirada de 50.000 ejemplares, esta publicación del Grupo Progreso se distribuyó desde finales de 2006 los días laborables en las siete principales ciudades de Galicia: La Coruña, Ferrol, Lugo, Orense, Pontevedra, Santiago y Vigo, hasta su desaparición en 2013.
La redacción estaba formada por un equipo de nuevos periodistas coordinados por Martín García Piñeiro, mientras que la dirección comarcal corría a cargo de Pedro Rodríguez Blanco.